# Saint-Roch-de-l'Achigan
Saint-Roch-de-l'Achigan è un comune del Canada, situato nella provincia del Québec, nella regione di Lanaudière.